# Huntsville Unit

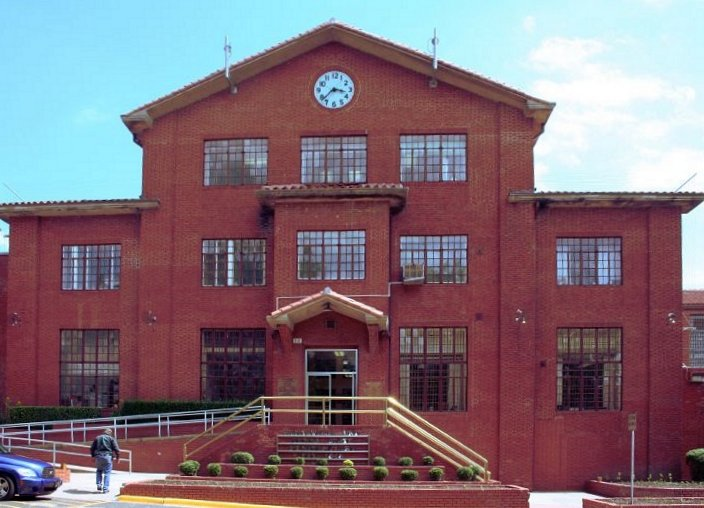
Haupteingangsbereich der Huntsville Unit

Das Staatsgefängnis von Huntsville (offiziell engl.: Texas State Penitentiary at Huntsville), umgangssprachlich Huntsville Unit genannt, ist das älteste Staatsgefängnis des US-Bundesstaates Texas und wird vom Texas Department of Criminal Justice betrieben. Bekannt ist das Gefängnis vor allem für die hier stattfindenden Hinrichtungen, die zahlreicher als in allen anderen Bundesstaaten vollstreckt werden.
Die 1849 eröffnete Strafanstalt bietet Platz für bis zu 1705 männliche Häftlinge, die von rund 465 Mitarbeitern überwacht und betreut werden. Wegen seiner etwa 10 Meter hohen, roten Backsteinmauern, die das Gefängnisareal umgeben, wird die Haftanstalt auch als „Walls Unit“ bezeichnet.

## Todesstrafe und Todestrakt

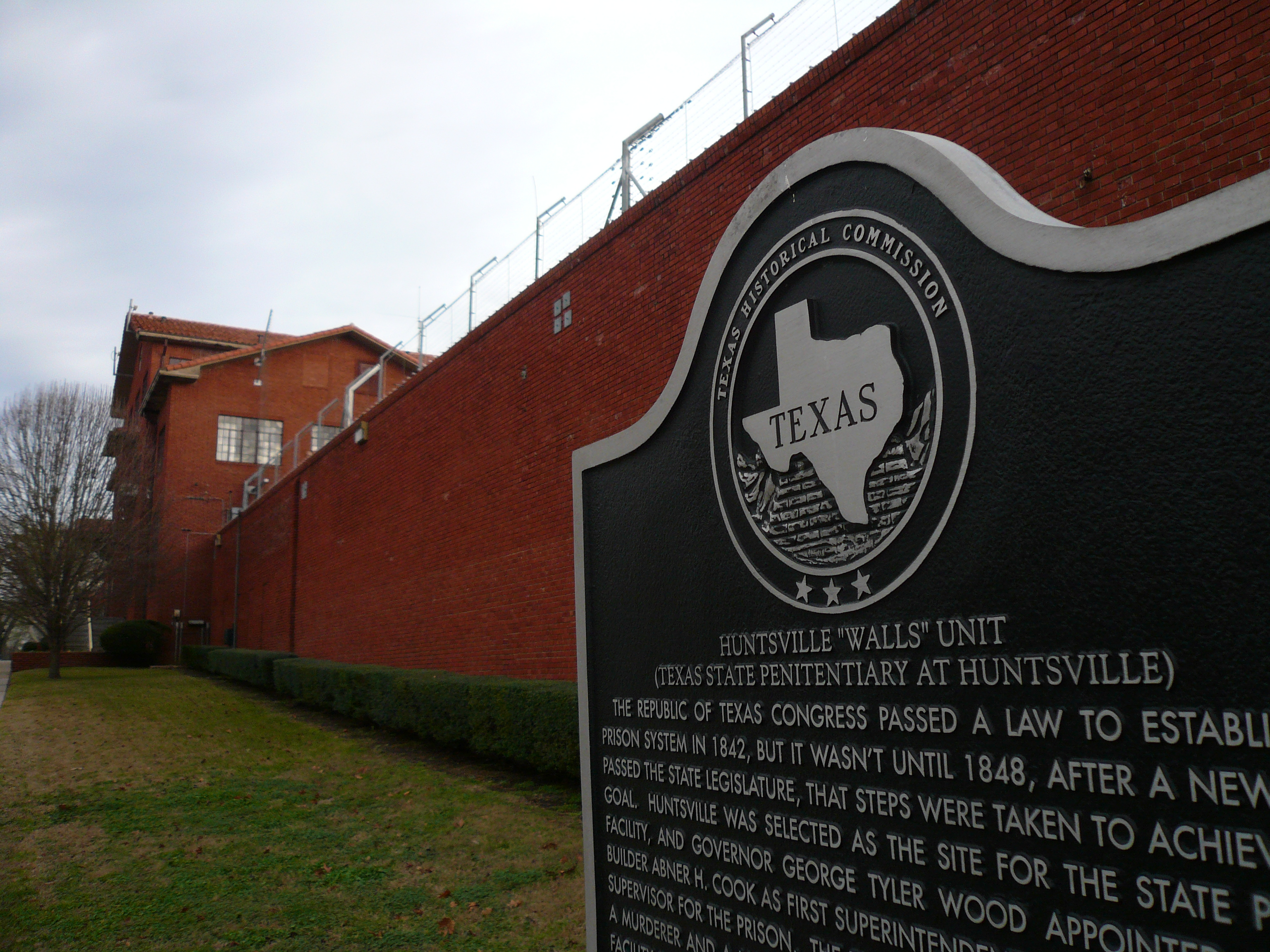
"Walls Unit"

In der Huntsville Unit wurden bis ins Jahr 1923 die Hinrichtungen noch durch Hängen durchgeführt, ehe 1924 ein von Häftlingen gebauter elektrischer Stuhl namens Old Sparky eingeführt wurde, auf dem vom 8. Februar 1924 bis zum 30. Juli 1964 361 Häftlinge hingerichtet wurden. Bis 1965 befand sich in der Huntsville Unit auch der Todestrakt von Texas, dieser wurde jedoch aufgrund Platzmangels in die Ellis Unit, rund 20 km außerhalb von Huntsville verlegt. Als 1972 der Oberste Gerichtshof die Todesstrafe in den Vereinigten Staaten für verfassungswidrig erklärte, wurde die Todesstrafe der 52 noch im Todestrakt einsitzenden Verurteilten in eine lebenslange Freiheitsstrafe umgewandelt.
Nach der Wiedereinführung der Todesstrafe in den USA im Jahre 1976 wurde in der Huntsville Unit eine Hinrichtungskammer eingerichtet, in der seitdem die Hinrichtungen mit der Giftspritze erfolgen.
Zu Thanksgiving 1998 versuchten sieben zum Tode verurteilte Häftlinge aus der Ellis Unit zu flüchten. Sechs von ihnen konnten auf dem Gefängnisgelände überwältigt werden, dem Häftling Martin Gurule gelang es, zwei stacheldrahtbewehrte Außenmauern zu überwinden und trotz des Gewehrfeuers der umliegenden Wachtürme zu entkommen. Sieben Tage später wurde jedoch seine Leiche unweit von Huntsville aufgefunden. Er war einer Schussverletzung erlegen, die er beim Ausbruch erlitten hatte. Aufgrund dieses Vorfalles wurde der Todestrakt 1999 in die Allan B. Polunsky Unit in Livingston verlegt, von wo aus die Häftlinge nun kurz vor ihrer Hinrichtung in die Huntsville Unit überstellt werden. Die weiblichen Todestraktinsassen befinden sich hingegen in der Mountain View Unit in Gatesville.
Seit der Wiedereinführung der Todesstrafe starben in der Huntsville Unit zwischen Dezember 1982 und August 2015 528 Menschen durch die Giftspritze. Das sind mehr Hinrichtungen als in allen anderen vollstreckenden Bundesstaaten. 1997 fanden 37 Hinrichtungen statt.

## Vorfälle
Am 1. September 1921 gelangten zwei Häftlinge auf die Ostmauer des Gefängnisses, überwältigten und fesselten den 43-jährigen Gefängniswärter Dewitt Oliver und warfen ihn anschließend von der Mauer. Den beiden Häftlingen gelang kurz darauf mit den Waffen des Wärters die Flucht. Dewitt Oliver verstarb 16 Tage später an seinen schweren inneren Verletzungen, während die beiden Entflohenen bereits am 3. September wieder gefasst werden konnten. Einer der Täter wurde am 12. September desselben Jahres bei einem erneuten Fluchtversuch erschossen.
Am 22. Juli 1934 ereignete sich einer der wohl spektakulärsten Gefängnisausbrüche in der amerikanischen Justizgeschichte; Whitey Walker, der Anführer der zu dieser Zeit legendären Whitey Walker Gang, war zusammen mit seinen Komplizen Roy Johnson und Blackie Thompson in der Huntsville Unit inhaftiert worden, wo Thompson auf Vollstreckung seiner Todesstrafe wartete. Walker versuchte seinen Freund vor dem Tod zu retten und nahm deshalb Kontakt zur "Gefängnislegende" Eldridge Roy Johnson, genannt Charles Frazier, auf. Frazier hatte, bevor er in die Huntsville Unit verlegt worden war, bereits neun erfolgreiche Gefängnisausbrüche absolviert und hatte selbst aus Huntsville schon drei Fluchtversuche unternommen. Mit Hilfe eines Gefängniswärters, der eine Schusswaffe in die Haftanstalt geschmuggelt hatte, nahm Frazier zwei Wärter als Geisel und zwang diese nacheinander, die Häftlinge Thompson, Walker und Johnson, sowie die zwei weiteren Häftlinge Charles Palmer und Ray Hamilton aus den Zellen zu befreien. Anschließend gelang es Thompson, Hamilton und Palmer, über die Gefängnismauer ins Freie zu flüchten. Whitey Walker und Charles Frazier wurden beim Versuch, ebenfalls die Mauer zu überwinden, angeschossen. Walker starb an einem Lungendurchschuss während Frazier trotz vier Schussverletzungen überlebte. Das Geschehen wurde später von Patrick M. McConal in dem Buch "Over The Wall: The Men Behind the 1934 Death House Escape" niedergeschrieben.
Am 23. November 1946 überwältigten zwei Häftlinge, die während einer Reparaturarbeit außerhalb des Gefängnisses eingesetzt waren, den 55-jährigen Gefängniswärter Benjamin LaRue und erschlugen ihn mit einem Hammer. Nach kurzer Flucht wurde einer der Täter erschossen und der andere verletzt wieder verhaftet.
Vom 24. Juli bis zum 3. August 1974 ereignete sich in der Huntsville Unit eine der längsten und aufsehenerregendsten Geiselnahmen in der Geschichte der Vereinigten Staaten. Drei bewaffnete Häftlinge hatten mehrere Gefängnismitarbeiter und Mithäftlinge als Geiseln genommen und sich im Schulraum der Gefängnisbibliothek verschanzt. Nachdem ihnen wie gefordert ein Panzerwagen zur Verfügung gestellt worden war, umgaben sich die Täter mit bücherverstärkten, tragbaren Wandtafeln, in deren Mitte sich auch Geiseln befanden, während die anderen Geiseln die Ausbrecher in einem Ring umgaben und mit ihren Körpern schützten. Auf dem Weg über den Gefängnishof hatte die Polizei geplant, diese Marschkolonne mit Wasserwerfern zu überwältigen, jedoch gelang dies nicht und es entwickelte sich stattdessen ein Feuergefecht, in dem zwei Täter und zwei Geiseln ums Leben kamen, sowie der dritte Täter verhaftet werden konnte. Dieser wurde wegen Mordes an den Geiseln zum Tode verurteilt und 1991 hingerichtet. Dieses Ereignis wurde von William Harper im Buch Eleven Days in Hell niedergeschrieben.

## Bekannte frühere Insassen
- Pimp C, Rapper und Hip-Hop-Produzent

## Bekannte Hingerichtete
- Danny Barber, Serienmörder
- Lester Bower, vierfacher Mörder, verbrachte über 31 Jahre im Todestrakt und war 2015 der bis dahin älteste in Texas hingerichtete Häftling
- Charlie Brooks, erster Mensch in den Vereinigten Staaten, der durch die Giftspritze hingerichtet wurde
- Elroy Chester, Serienmörder
- Daniel Lee Corwin, Serienmörder und Sexualstraftäter
- Ignacio Cuevas, Mörder und überlebender Huntsville-Geiselnehmer von 1974
- James Demouchette, Räuber und dreifacher Mörder
- Robert Fratta, ließ seine Ehefrau durch einen Auftragsmord töten
- Manuel Garza, Polizistenmörder
- Kenneth Gentry, Mörder und Ausbrecher
- Kenneth Granviel, Siebenfacher Mörder
- Ricky Lee Green, Serienmörder
- Allen Janecka, Auftragsmörder
- Michael Lockhart, Serienmörder
- Jason Eric Massey, Doppelmörder
- Kenneth McDuff, Serienmörder der als „Broomstick-Killer“ Kriminalgeschichte schrieb
- Jerry McFadden, dreifacher Mörder und Ausbrecher
- Angel Maturino Resendez, Serienmörder der als „Railroad Killer“ berühmt wurde
- Eliseo Moreno, Amokläufer, sechsfacher Mörder
- Frances Elaine Newton, dreifache Mörderin
- James Paster, ermordete mit zwei Komplizen drei Menschen
- George Rivas, Raubmörder, Anführer der Texas Seven
- Larry Robison, tötete fünf Menschen
- Jessy San Miguel, vierfacher Raubmörder
- Tommy Lynn Sells, Serienmörder
- Karla Faye Tucker, erste Frau die seit dem Bürgerkrieg in Texas hingerichtet wurde
- Robert Excell White, Mehrfachmörder, verbrachte über 24 Jahre im Todestrakt
- Ponchai Wilkerson, Raubmörder
- Marvin Wilson, seine Hinrichtung wurde weltweit und auch in den Vereinigten Staaten kritisiert, da er möglicherweise geistig behindert war

## Sonstiges
Auf dem Peckerwood Hill in Huntsville liegt der Captain Joe Byrd Cemetery (Friedhof), auf dem all jene bestattet werden, die in der Haft oder durch Hinrichtung starben, und für die sich kein Angehöriger fand, der die Begräbniskosten übernehmen wollte. Jahrzehntelang erhielten die Toten ein schlichtes, weißes Steinkreuz, auf dem nur die Häftlingsnummer und das Todesdatum standen. Lag im Grab ein Hingerichteter, wurde dies durch ein zusätzliches X vermerkt. Inzwischen wurden die Steinkreuze durch Tafeln ersetzt, auf denen nun auch der Name des Verstorbenen vermerkt ist. Benannt ist der Friedhof nach Joe Byrd, der von 1936 bis 1964 die Hinrichtungen mit dem elektrischen Stuhl in der Huntsville Unit durchführte.
Ebenfalls in Huntsville liegt das Texas Prison Museum, in dem u. a. der elektrische Stuhl „Old Sparky“, die Hinrichtungsutensilien von Charlie Brooks und selbst hergestellte Waffen von Häftlingen ausgestellt sind. Leiter des Museums ist der ehemalige Gefängnisdirektor der Huntsville Unit, Jim Willett. Willett leitete von 1989 bis 2001 sämtliche 89 Hinrichtungen dieser Zeit und ist damit der Gefängnisdirektor mit den meisten geleiteten Hinrichtungen in der Geschichte der USA.
Von 1931 bis 1986 wurde unweit der Huntsville Unit beinahe jährlich das sogenannte Texas Prison Rodeo abgehalten, bei dem sich Häftlinge in Disziplinen wie "Wilde Kuh melken", "Wilde Stute melken", "Wilde Kuh reiten" oder dem gewöhnlichen Rodeo-Bullenreiten gegeneinander antraten. Als Highlight der Veranstaltung galt der sogenannte "Hard Money Event", bei dem bis zu 40 Insassen in roten T-Shirts in eine Arena strömten, um einem wilden Stier einen zwischen den Hörnern befindlichen Beutel, in dem sich Tabak und bis zu 1.500 US-Dollar befanden, abzunehmen. 1957 trat auf Einladung der Gefängnisinsassen während des Rodeos Country-Sänger Johnny Cash auf.